# Figówka czarnolica
Figówka czarnolica (Cyclopsitta gulielmitertii) – gatunek małego ptaka z rodziny papug wschodnich (Psittaculidae). Występuje we wschodniej Indonezji – na wyspie Salawati oraz na półwyspie Ptasia Głowa (północno-zachodnia Nowa Gwinea). Jej naturalnym siedliskiem są subtropikalne lub tropikalne, wilgotne, nizinne lasy.
SystematykaSystematyka tego gatunku jest kwestią sporną. W starszych ujęciach systematycznych do C. gulielmitertii zaliczano zwykle 7 podgatunków zamieszkujących prawie całą Nową Gwineę, Salawati oraz Wyspy Aru: C. g. melanogenia, C. g. gulielmitertii, C. g. nigrifrons, C. g. ramuensis, C. g. amabilis, C. g. suavissima i C. g. fuscifrons. W nowszym ujęciu systematycznym dokonano podziału tego taksonu i wydzielono z niego wszystkie podgatunki poza nominatywnym, a tym samym C. gulielmitertii jest obecnie gatunkiem monotypowym. Autorzy Kompletnej listy ptaków świata, w oparciu o 4. wydanie Howard and Moore Complete Checklist of the Birds of the World (2013), wydzielone podgatunki przenieśli do dwóch gatunków: C. nigrifrons (figówka czarnoczelna) i C. melanogenia (figówka maskowa), z kolei Międzynarodowa Unia Ochrony Przyrody (IUCN) dodatkowo wyróżnia gatunek C. amabilis (figówka białolica), który autorzy Kompletnej listy ptaków świata uznają za podgatunek C. nigrifrons. Starsze ujęcie systematyczne z 7 podgatunkami nadal stosuje m.in. serwis Birds of the World.
MorfologiaDługość ciała: 13 cm; masa ciała 28–35 g.
StatusIUCN uznaje figówkę czarnolicą za gatunek najmniejszej troski (LC – Least Concern) od 2014 roku, kiedy to zaakceptowano taksonomiczny podział gatunku. Ze względu na brak dowodów na spadki liczebności bądź istotne zagrożenia dla gatunku BirdLife International uznaje trend liczebności populacji za stabilny.